# Герман фон Штайн (барон)
Не плутати з генералом артилерії Прусської армії Германом фон Штайном!
Барон Дітріх Карл Герман фон Штайн цу Норд-унд Остгайм (нім. Dietrich Karl Hermann Freiherr von Stein zu Nord- und Ostheim; 11 лютого 1859, Ансбах — 26 лютого 1928, Вільмарс) — німецький воєначальник, генерал артилерії Баварської армії. Кавалер ордена Pour le Mérite з дубовим листям.

## Біографія
Син землевласника барона Фердинанда фон Штайна цу Норд- унд Остгайма і його дружини Луїзи, уродженої баронеси Лев фон унд цу Штайнфурт. Старший брат політика Ганса Карла фон Штайна цу Норд- унд Остгайма.
Закінчивши Гуманістичну гімназію, 1 жовтня 1878 року вступив однорічним добровольцем в 1-й польовий артилерійський полк Баварської армії. 21 березня 1879 року він був вироблений в фенріхи, а 17 березня 1881 року — в другі лейтенанти. З 1886 по 1888 року проходив курс навчання в Інституті верхової їзди. З 1889 по 1893 рік служив ад'ютантом дивізіону, за цей час (в 1890 році) він був вироблений в перші лейтенанти. У 1895 році Штайн був вироблений в гауптмани і призначений командиром батареї. У листопаді 1897 року став ад'ютантом при генеральному командуванні 2-го армійського корпусу і був вироблений у майори у вересні 1901 року. У середині лютого 1902 року його було призначено командиром 2-го дивізіону 7-го польового артилерійського полку. У той же час Штайн також був членом Комісії зі старших досліджень та іспитів. 25 травня 1906 року прийняв командування 4-м польовим артилерійським полком «Король», був вироблений у оберстлейтенанти у жовтні і наступного року був одночасно направлений до Берліна як член комісії з перегляду Статуту польової артилерії. 28 квітня 1907 року Штайн залишив полк, був призначений у Військове міністерство начальником відділу та був підвищений до оберста в лютому 1909 року. 23 жовтня 1910 року він був призначений командиром 1-ї польової артилерійської бригади та підвищений до генерал-майора у 1912 році.
У перші місяці Першої світової війни Штайн та його бригада підтримували 1-у піхотну дивізію у боях у Лотарингії, в Нансі-Епіналі, на Соммі та, наприкінці 1914 року, в Перонні. 10 вересня 1914 року він був підвищений до генерал-лейтенанта, зберігши за собою посаду командира бригади. Отримавши поранення, Штайн прийняв командування 8-ю резервною дивізією 20 січня 1915 року. У битві при Райгакеркопфі з 19 лютого по 20 березня 1915 року (перша битва при Мюнстері) йому вдалося захопити і утримати висоти з ледь загартованими в боях резервними піхотними полками.
На початку червня 1915 року його дивізія була переведена в Радимно на Східному фронті, де вона була розгорнута як флангове прикриття для 11-ї армії. Сам Штайн взяв участь у наступі і просунувся до Свидниці у битві при Олешиці та Дахнові. Наприкінці червня 1915 року і його дивізія повернулися до Вогези, де вони змогли відстояти позиції, завойовані навесні у важких оборонних боях з 20 липня по 10 жовтня 1915 року (друга битва при Мюнстері).
У битві на Соммі в 1916 році Штайн і його дивізія боролися за село Морепа, яке спочатку було захоплено французами 30 липня 1916 року. Він зумів відстояти позиції до середини серпня 1916 року, а потім надав допомогу сусіднім дивізіям.
У листопаді 1916 року дивізія була переведена на румунський театр військових дій у Східних Карпатах, де Штейн мав спочатку прорватися до Валахії через перевал Ойтож. Атаку було перервано, щоб протистояти російському вторгненню на австро-угорські позиції в горах Дьєрдьо та на перевалі Дьїмеш.
12 січня 1917 року Штайна було призначено командувачем 3-го армійського корпусу. Спочатку розгорнутий у траншейній війні у Французькій Фландрії, його корпус брав участь у весняній битві при Аррасі у складі 4-ї армії та змінив 1-й резервний корпус 10 травня 1917 року. Корпусу вдалося відбити важкі атаки англійських військ та встановити стабільну лінію фронту, відбивши Френуа. З кінця травня 1917 року корпус перебував поза Іпром, де очікувався головний удар противника під час третьої битви при Іпрі. Протягом наступних трьох місяців Штайн відбивав атаки англійців, поки корпус не було звільнено 10 вересня 1917 року.
Згодом загальне командування 3-го корпусу було передано під командування 14-ї армії та переміщено до Італії. Там Штайн розмістив свої війська по обидва боки річки Толмейн до 24 жовтня 1917 року і просунувся до річці П'яві у тижневому переможному марші рамках битви при Капоретто до кінця листопада 1917 року. Потім корпус воював на межі 1917/18 років біля Артуа. 28 лютого 1918 року Штеайн був вироблений в генерали артилерії. Тепер, підкоряючись 17-й армії, він і його генеральне командування брали участь у Весняному наступі та четвертій фландрській битві, хоча всі атаки були зупинені до кінця квітня 1918 року через завзятий британський опір і великі втрати.
Під керівництвом 9-ї армії 3-му корпусу вдалося впорядковано перемістити фронт між річками Уаза та Ена наприкінці літа 1918 року та запобігти прориву супротивника. З початку вересня 1918 року, знову підкоряючись 17-й армії, 3-й корпус було розгорнуто на голландському кордоні. На початку листопада 1918 року генеральне командування розташовувалося на лінії Антверпен-Маас між Антверпеном та Термондом. Звідти, після Комп'єнського перемир'я, Штайн повів свої війська додому через Льєж та Аахен.
29 грудня 1918 року звільнений у відставку.

## Сім'я

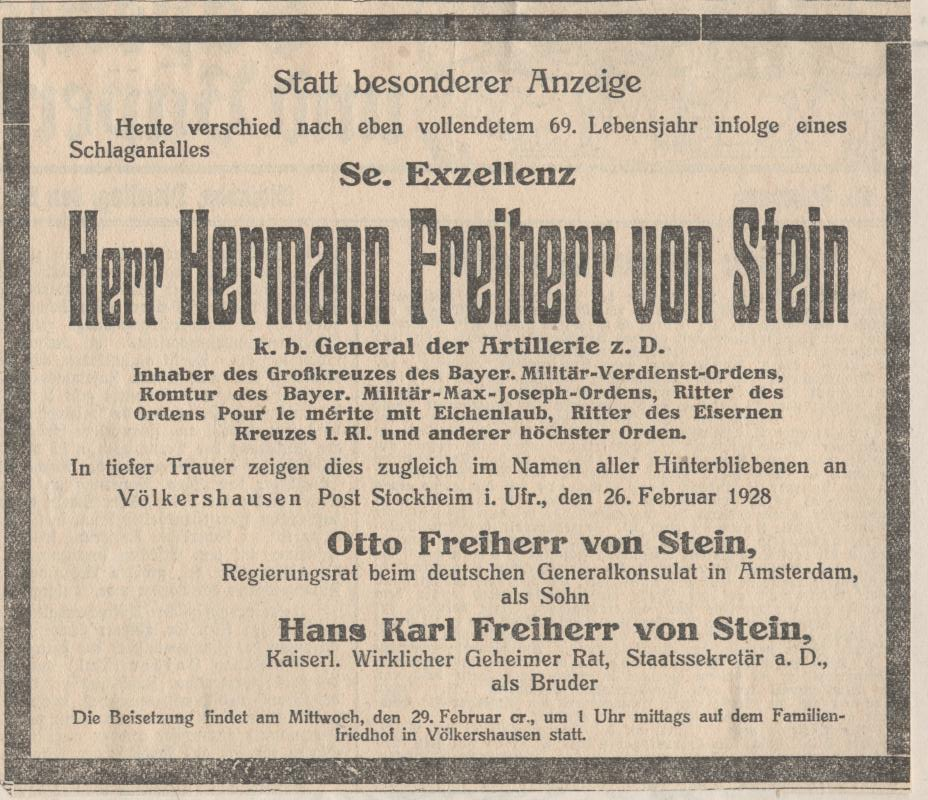
Некролог.

6 жовтня 1885 року одружився в Нюрнберзі з Кароліною «Ліною» Марі Доротеєю Валентиною Йозефою фон Гекель (1860–1927). В пари народився син Отто, майбутній урядовий радник при німецькому генеральному консулі в Амстердамі. 

## Нагороди[1]
- Китайська медаль в сталі (10 травня 1901)
- Орден «За військові заслуги» (Баварія)
  - лицарський хрест 2-го класу (16 лютого 1902)
  - 4-го класу з короною (15 жовтня 1907)
  - 2-го класу (30 грудня 1913)
    - мечі до ордена 2-го класу (11 вересня 1914)
    - зірка до ордена 2-го класу (27 червня 1915)

  - 1-го класу з мечами (9 липня 1917)
  - великий хрест з мечами (14 листопада 1917)
- Медаль принца-регента Луїтпольда (12 березня 1905)
- Орден Червоного орла
  - 3-го класу (14 квітня 1909)
  - 2-го класу із зіркою і мечами (20 січня 1917)
- Орден Святого Михайла (Баварія), почесний хрест (23 жовтня 1910)
- Орден Корони (Пруссія) 2-го класу (26 листопада 1911)
- Орден «За заслуги» Баварської корони, лицарський хрест (28 жовтня 1912)
- Орден дому Саксен-Ернестіне, командорський хрест 1-го класу (29 грудня 1912)
- Залізний хрест
  - 2-го класу (22 вересня 1914)
  - 1-го класу (14 листопада 1914)
- Ганзейський хрест
  - Гамбург (3 березня 1916)
  - Любек (5 липня 1916)
- Військовий орден Максиміліана Йозефа
  - лицарський хрест (№134; 23 липня 1916) — «за виключно цілеспрямоване, далекоглядне та успішне керівництво, що характеризується сміливими, рішучими рішеннями, у важких боях на Соммі в районі Морепа в липні та серпні 1916.»
  - командорський хрест (22 серпня 1917) — «бо він видатним чином відзначився в битві за Фландрію як лідер Іпрської групи за допомогою особливо обачної, цілеспрямованої підготовки та чудового ведення оборонних боїв.»
- Хрест «За військові заслуги» (Австро-Угорщина) 2-го класу з військовою відзнакою (20 січня 1917)
- Pour le Mérite з дубовим листям
  - орден (20 серпня 1917)
  - дубове листя (24 листопада 1917)
- Почесний шеф 4-го польового артилерійського полку «Король» (14 грудня 1917)
- Орден Залізної Корони 1-го класу з військовою відзнакою (Австро-Угорщина; 31 грудня 1917)